# Crocifissione (Giovanni Bellini)
La Crocifissione è un dipinto tempera (con interventi presumibilmente a olio) su tavola (54,5x30 cm) di Giovanni Bellini, conservato nel Museo Correr di Venezia. È datato dal medesimo museo al 1465-1470 circa, la datazione è stata e rimane tuttavia particolarmente dibattuta.

## Storia

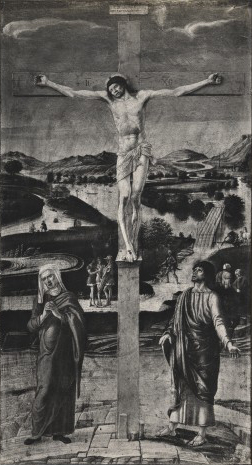
La Crocifissione prima del restauro del 1946

L'opera era probabilmente destinata alla devozione privata ma è forse identificabile con «un quadro riportato nel mezo d'una tavola medema, nel quale vi è Christo in Croce, la Beata Vergine, e San Giovanni, della scuola di Giovanni Bellini» segnalato nel 1664 dal Boschini nella chiesa di San Vio. La descrizione lascia supporre che di trattasse di un dipinto di piccole dimensioni. Anche Zanetti ricordava nel 1733 un quadro nella medesima collocazione e con la stessa attribuzione ma nella descrizione aggiunge Maddalena tra le figure dolenti. Questa ulteriore presenza mette in dubbio l'identificazione e a parte questa potenziale notizia non esiste alcuna successiva informazione fino alla sua comparsa nella collezione Correr. Anche l'ipotesi di Heinemann (1962) di identificarla con una già esistente a San Salvador non risulta dimostrabile.
È invece ineludibile il fatto che forse verso la fine del Cinquecento finì nelle disponibilità di un personaggio, prsumibilmente un monaco erudito, che volle far correggere l'opera coprendo gli angioletti con nubi temporalesche e inserendo la tabella con l'inusuale titulus. Il restauro di Pelliccioli nel 1946 ha rimosso le nuvole e restituito il colore del paesaggio.
Indubbiamente fa parte della fase giovanile del Bellini in cui si manifestano influenze mantagnesche, tanto forti che alla cessione della collezione di Teodoro Correr alla città di Venezia nel 1830 era registrata come opera di Andrea Mantegna. Successivamente fu assegnata a Ercole de' Roberti da Crowe e Cavalcaselle (1871) finché Morelli (1886) la attribuì a Giovanni Bellini, parere poi condiviso da tutti ad eccezione di Burckhardt (1892), Venturi (1907) e Arslan (1952). 
Molto più controversa è stata la datazione dell'opera oscillante tra l'inizio dell'attività del Giambellino e quasi la fine della sua attività giovanile: considerata opera di esordio del pittore da Fry (1899), fu datata al 1450-1455 da Longhi (1949), seguito da Marini (1951), Coletti (1953), Pignatti (1969) e Conti (1987); datazione cricoscritta al 1453-1455 da Goffen (1989); Degenhart e Schmitt (1990), Olivari (2000) suggerivano un'approssimazione al 1455-1460; Berenson (1916), van Marle (1935), Robertson (1968), Aikema (1999, 2003) e Christiansen (2004) la considerarono del 1460 circa con Gasparotto (2017) che approssima il 1458-60 e De Nicolò Salmazo (1990) che indica i primi anni sessanta, Gamba (1937), Pallucchini (1946, 1949), Heinemann (1962) e Tempestini avvicinarono la data al (1465 o poco dopo); data fu ulteriormente ritardata fino al 1471 da Lucco (2008), parere parzialmente condiviso da Humfrey (2021) che la abbassa a un ipotetico 1468-1470.

## Descrizione e stile

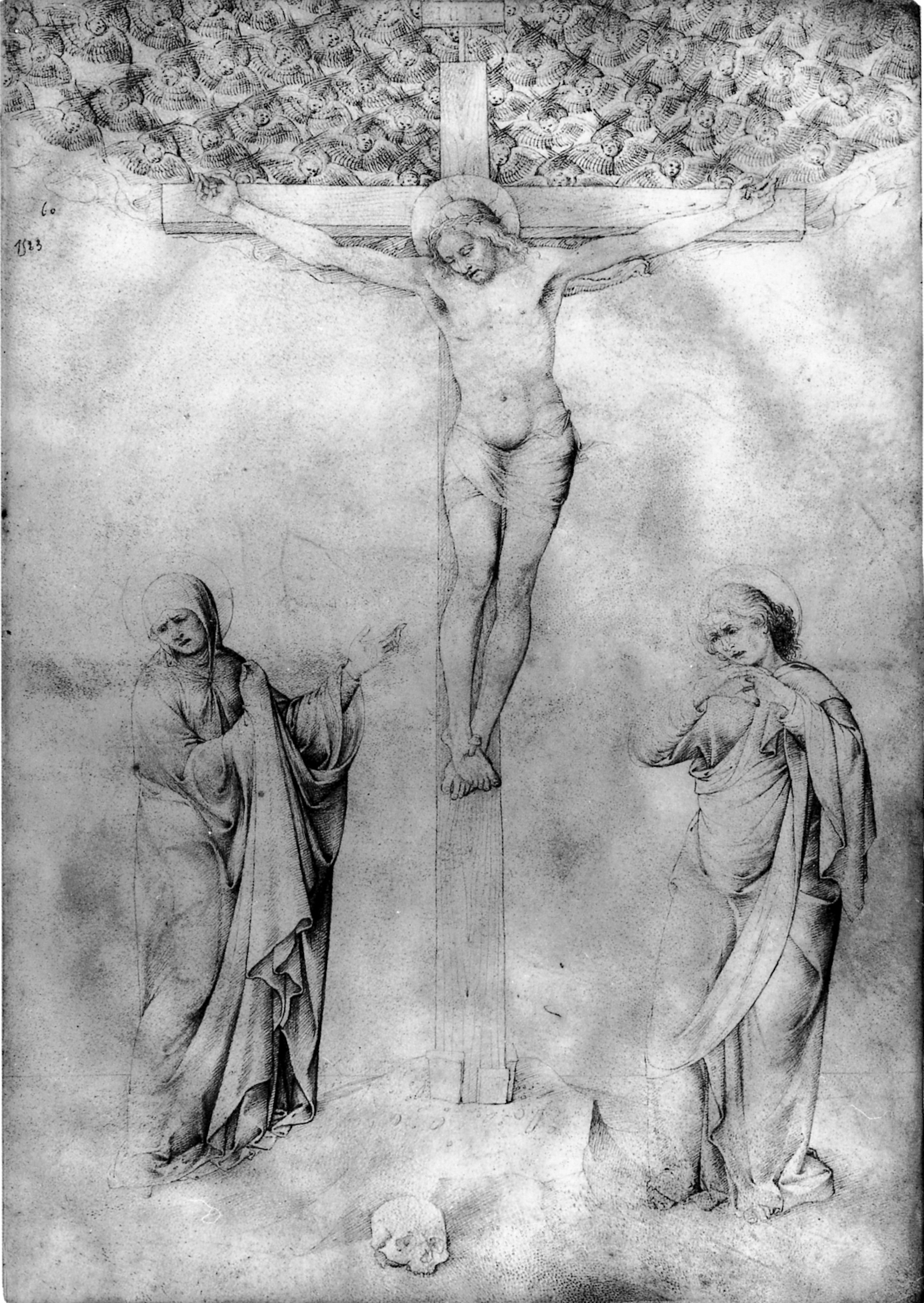
Jacopo Bellini, Crocifissione, dall'album di Londra, foglio 55

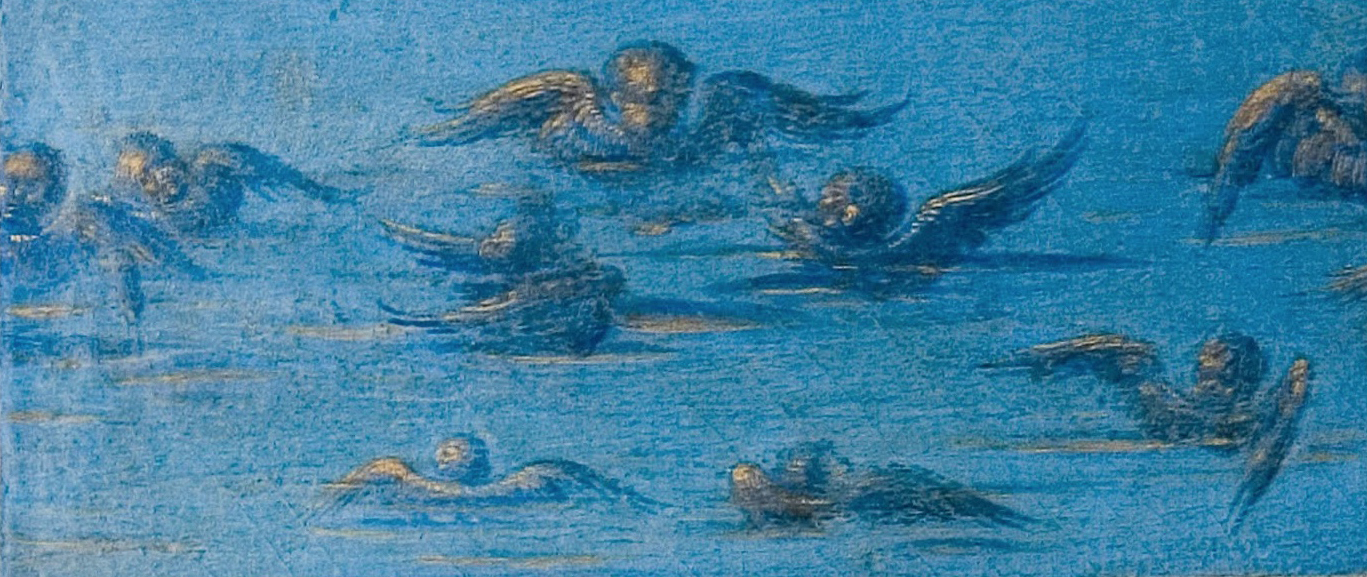
Particolare degli angioletti piangenti

La composizione appare molto simile al disegno del padre Jacopo nel foglio 55 dell'album di Londra a cui Giovanni aggiunse un minuzioso paesaggio.

Il pallido corpo di Gesù è inchiodato su di una croce infissa su di una piattaforma rocciosa sopraelevata sull'ampio paesaggio. Una piattaforma che ricorda quella dello scomparto centrale della predella della pala di San Zeno del cognato Mantegna. La figura biancheggiante della vittima risalta su un cielo cristallino, affollato da cherubini piangenti la sua morta. Sono figure soprannaturali, incorporee, riprese dalla tradizione bizantina e rese con un azzurro leggermente più scuro e lumeggiate con oro a conchiglia, che volteggiano, planano e si incrociano come uccelli nell'aria. Ai piedi delle croce sostano i due dolenti, Maria e Giovanni, fissati nelle loro iconiche espressioni di compianto. La composizione delle figure principali verrà ripresa letteralmente da Alvise Vivarini, con l'aggiunta di Maddalena, nelle nella Crocifissione di Pesaro; non a caso per lungo tempo questo e altri simili dipinti vennero attribuiti invece al Bellini.

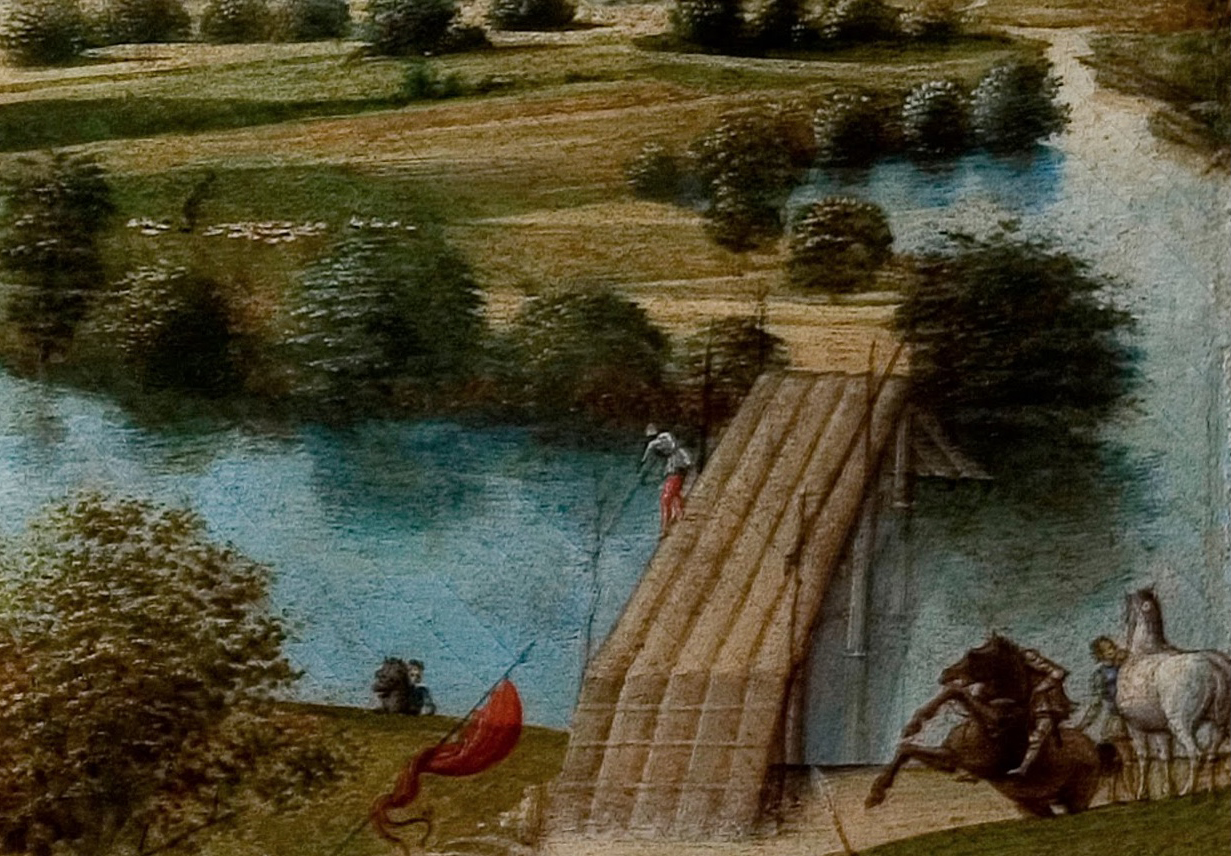
Particolare del paesaggio sul fiume

Dietro ai protagonisti il paesaggio, separato da una formazione rocciosa che pare una rielaborazione di quella nella Trasfigurazione del Correr, si perde in lontananza sviluppandosi, sotto un orizzonte particolarmente alto come se fosse osservato da sopra la più elevata piattaforma della croce, in un'ampia vallata dove si snoda un fiume che si espande in un lago. Si manifesta qui una forte influenza fiamminga probabilmente legata all'osservazione della Deposizione di Dieric Bouts, ora alla National Gallery ma quel tempo visibile Venezia nella su completa configurazione polittico. 
Influenza apprezzabile nella minuziosa degli alberi che si specchiano nelle placide acque. Lo stesso avviene per il ponte di legno gettato sull'ansa più avanzata, invece i riflessi degli alberi e della barchetta accennata sul lago si frammentano in barbagli di luce.
Varie figure di militari in una progressiva riduzione di scala definiscono la profondità dello spazio. Solo uno dei due personaggi alle spalle di Giovanni pare interessato alla vicenda mentre il gruppo di soldati tra Maria e la croce discutono forse tra loro del supplizio. Si tratta comunque di figure che per dimensione e disposizione nello spazio stanno a manifestare per il pittore un distacco psicologico e spirituale dall'evento principale. E così è per l'alfiere che si avvicina lungo la strada e per gli altri soldati cercano di trattenere i loro cavalli vicino al ponte. La descrizione degli indifferenti continua col personaggio affacciato sul ponte o i due seduti sul bordo di una cava a sinistra.
Gli ulteriori manufatti si limitano alle misere capanne sopra la cava e al villaggio accennato sul fondo sotto ai colli a destra, mentre delle ordinarie attività umane appare accennato un gregge portato al pascolo sul prato al centro dell'ansa reso con microscopici punti.

### Iscrizioni

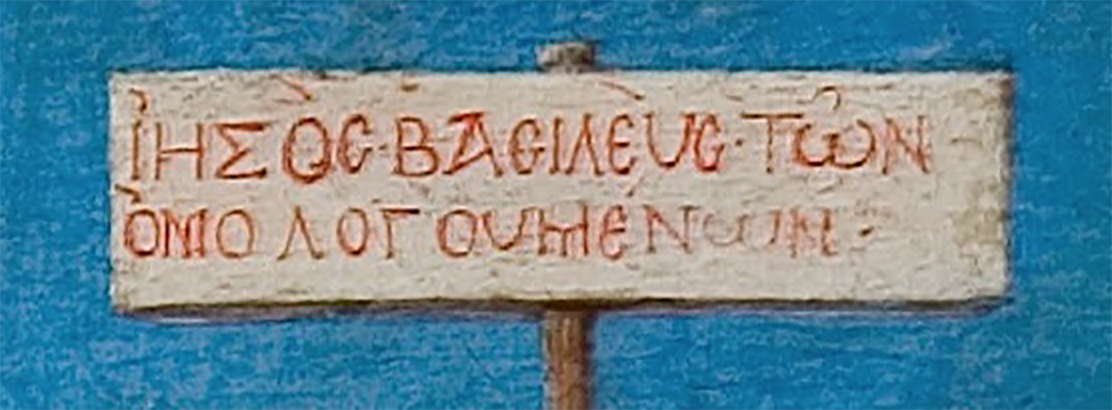
Particolare della tabella del titulus

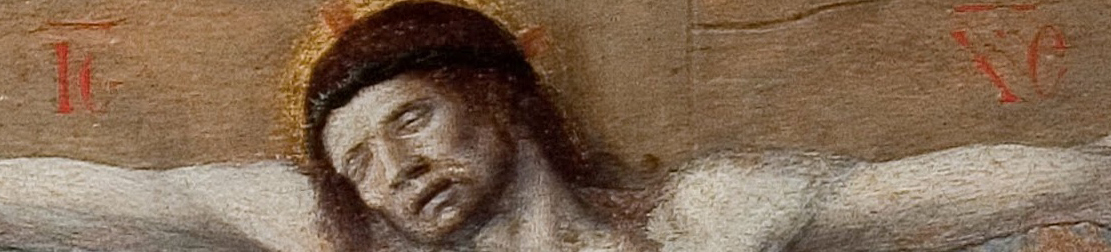
Paritcolare degli acronimi IC XC come titulus inscritto nella croce

Una particolare anomalia è l'inusuale titulus e la compresenza degli acronimi IC XC (Iesus Christos) dipinti sui bracci della croce. Offre interessanti spunti di osservazione il titulus, che invece del consueto acronimo latino INRI, scritto in solo greco ΙΗΣΟϹ ΒΑϹΙΛΗΥϹ ΤѠΝ ΟΜΟΛΟΓΟΥΜΕΝѠΝ (Iesus Basileus tov Omologoumenon, traducibile come «Gesù re dei confessori»), un'intestazione diversa anche da quella della tradizione greca Βασιλεύς τἦς Δόξης (Basileus tes Doxes, «Re della Gloria»). Oltre al refuso di Iesos invece che Iesus la scrittura non risulta accuratamente calligrafica, invece la particolare grafia è riconducibile a modelli epigrafici greco-bizantini o italo-bizantini. È indicativo, oltre all'uso della sigma – non solo finale – nella forma  "lunata" Ϲ anziché Σ e dell'omega nella forma aperta verso l'alto Ѡ anziché Ω, la scrittura non casuale della A "rinforzata" da un tratto alla sinistra dell'apice e con la barra in diagonale. La prima notizia che lettere del titulus fossero scritte in rosso risale alla scoperte della reliquia nel 1492, fatto induce a supporre che questa scritta sia stata aggiunta dopo tale data.

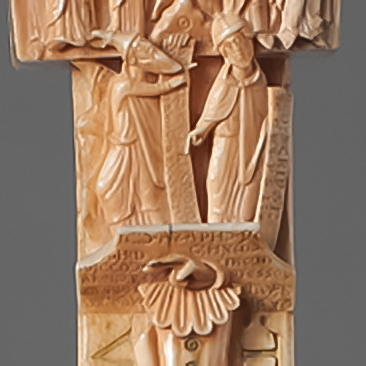
Cloisters Cross, XII secolo, avorio, New York, Metropolitan Museum, dettaglio con il titulus e la "mano di dio"

La formulazione particolare vede un'origine negli dalle ricerche del VII secolo quando alcuni monaci irlandesi cercarono di ricostruire il contenuto della tavoletta del titulus. L'ipotesi più credibile è che omologoumenon sia una traduzione di confitentes (professanti). Infatti Girolamo nel Liber de nominibus Hebraicis definIsce il significato del nome Giuda come Judas, confitens, sive glorificans (ovvero «Giuda, professante oppure glorificante», è da notare che confitens come "praticante una confessione" ha indotto a tradurlo come "confessore"). 

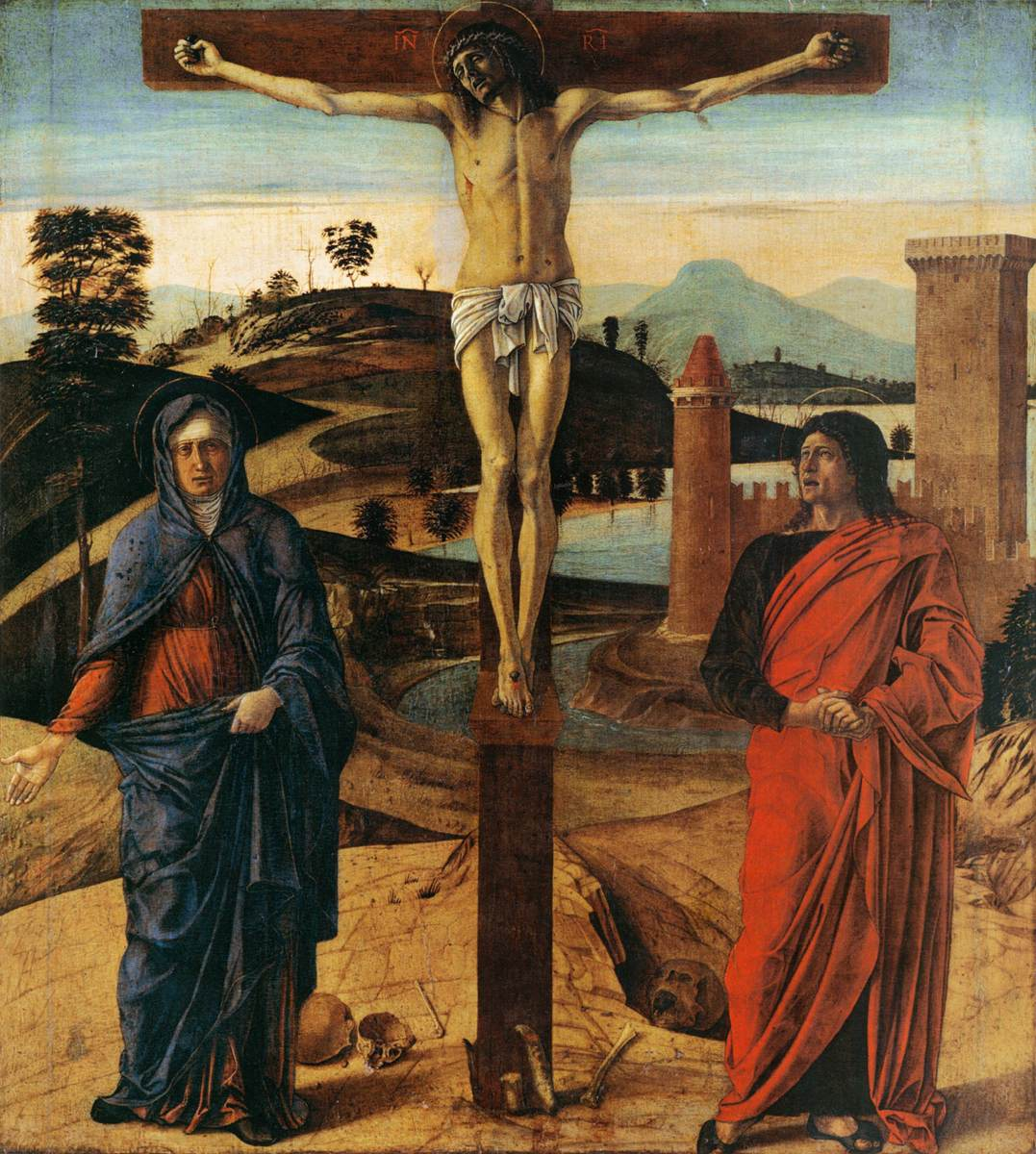
Giovanni Bellini, Crocifissione, 1465-1470 circa, olio su tavola, 71x63 cm, Parigi, Louvre

La medesima formulazione, questa volta trilingue (in realtà con uno pseudo-ebraico), appare nell'antica Cloisters Cross proveniente dalle isole britanniche, ma il suo arrivo nell'Europa continentale appare dovuta a più diffusi scritti medievali come la Historia Scholastica di Pietro Comestore.
Il titulus risulta un'aggiunta successiva, sia nella scritta sia nella presenza della tabella. Quest'ultima appare completamente opaca nelle radiografie e non è determinabile se sia stata dipinta nel tardo Cinquecento sopra gli angioletti assieme alle nuvole. Il raddoppio dell'intitolazione risulta comunque anomalo nell'opera del pittore. Invece gli acronimi sui bracci della croce, più rispondenti al calligrafismo greco usuale di Bellini, anche dalle radiografie non risultano come aggiunte successive. Esiste in effetti una corrispondenza nell'altra Crocifissione del pittore, quella già Contini Bonacossi oggi al Louvre, dove appare la scritta INRI dipinta in rosso e divisa sui bracci della croce e senza l'aggiunta di un'ulteriore tabella.

## Dipinti di riferimento

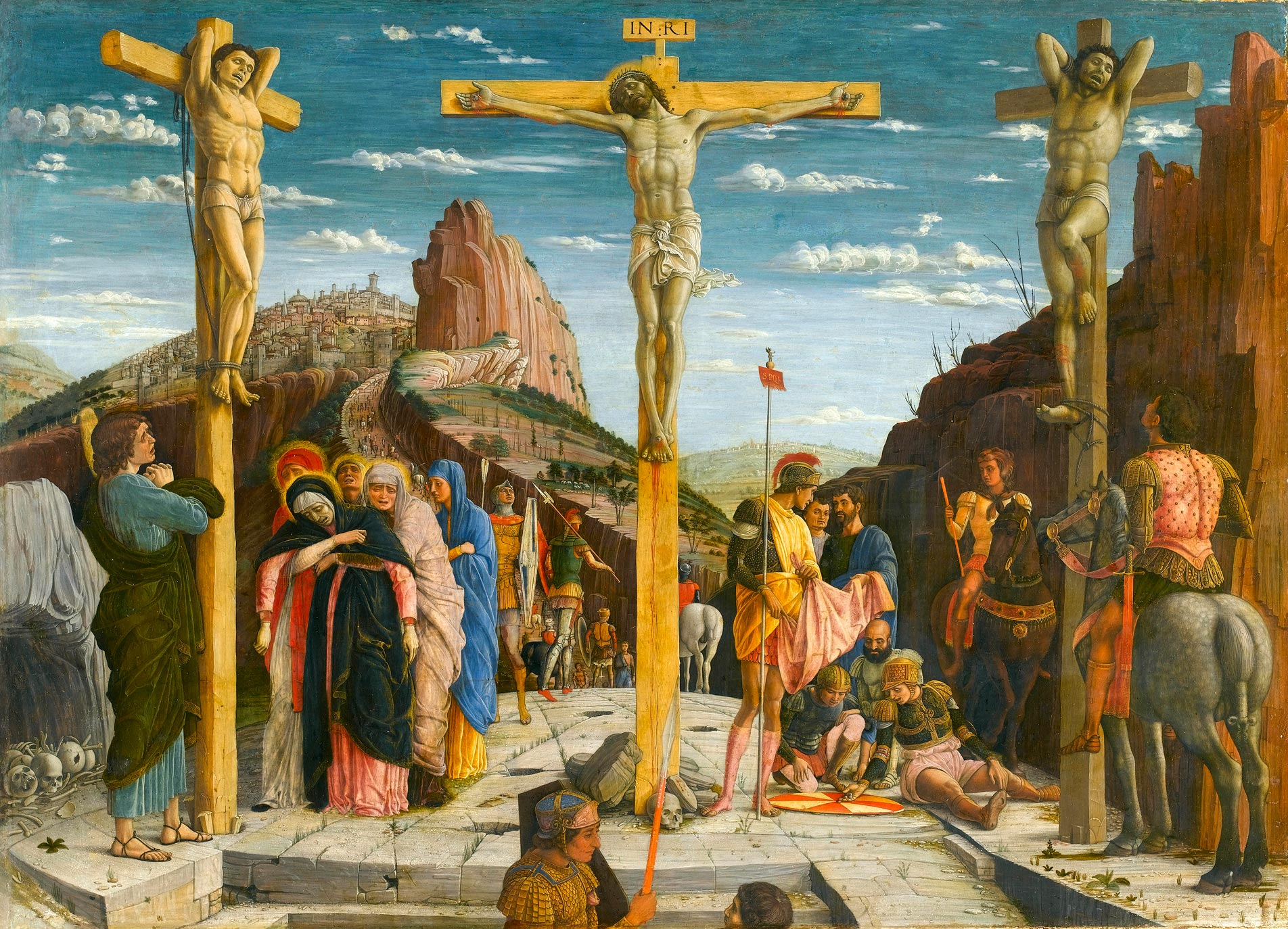
Andrea Mantegna, Crocifissione (Pala di San Zeno, scomparto centrale della predella), 1457-1460, 76x96 cm, tempera su tavola, Parigi, Louvre
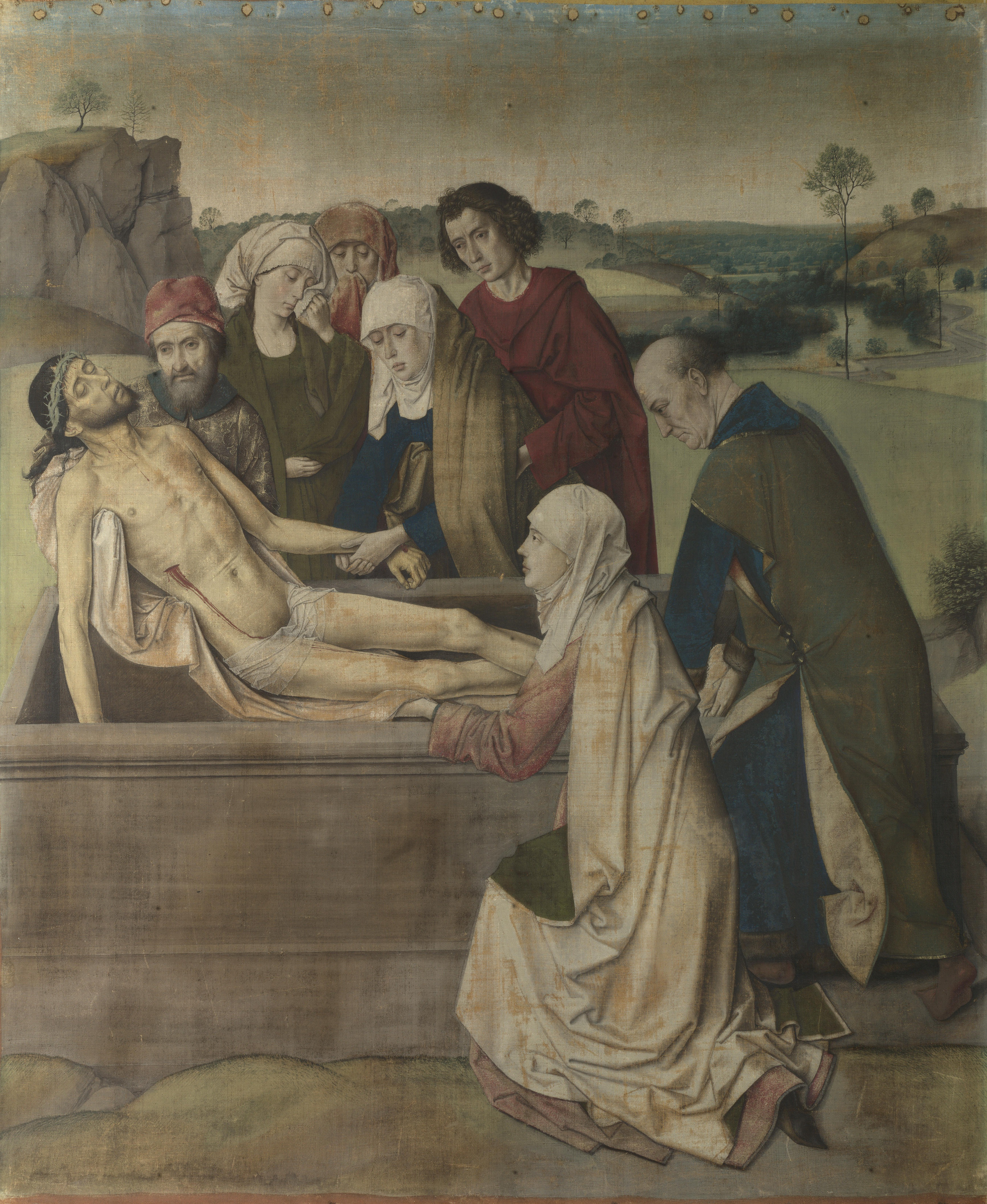
Dieric Bouts, Deposizione nel sepolcro, 1450 circa, tempera su tela, 87,5x73,6 cm, Londra, National Gallery
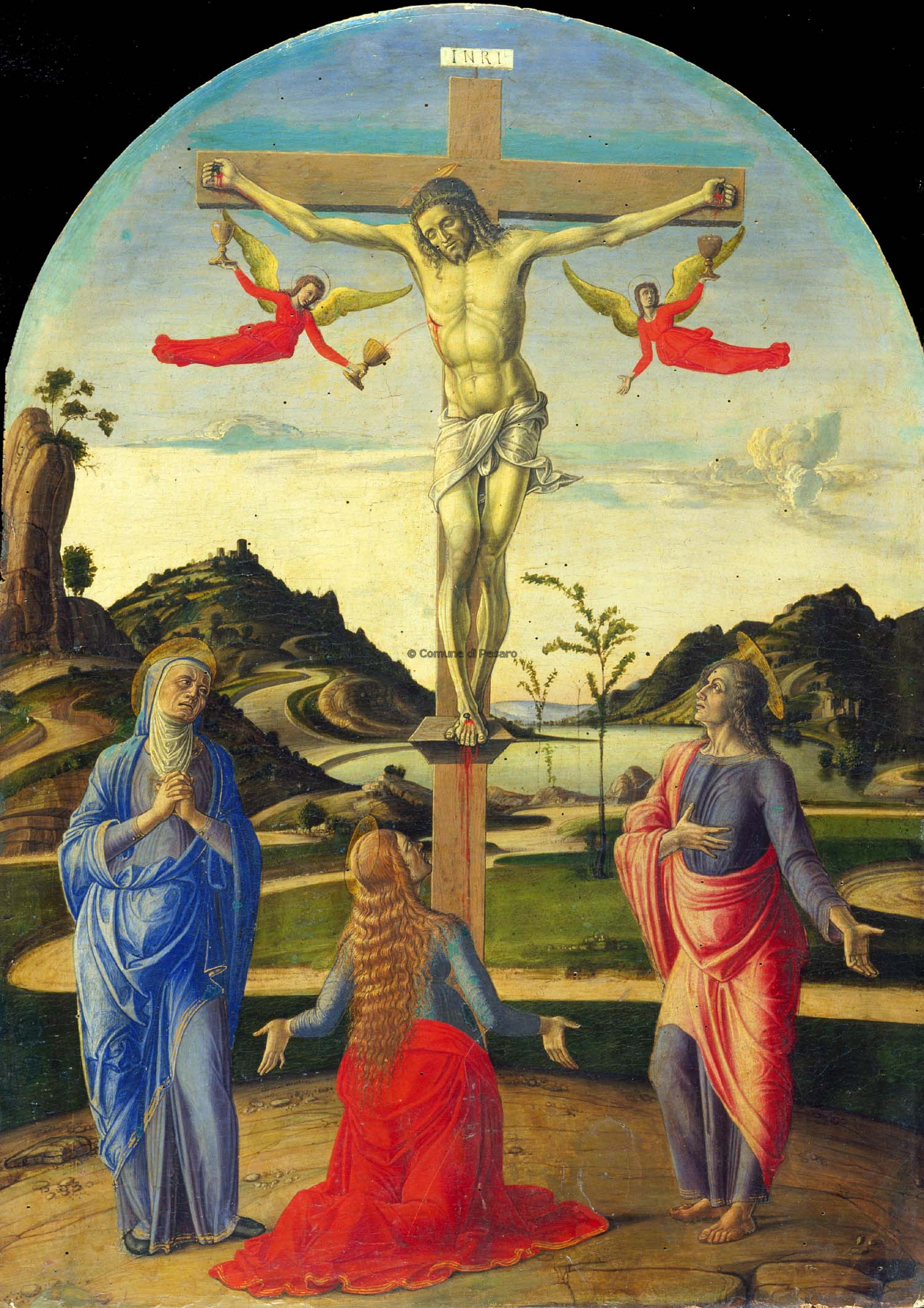
Alvise Vivarini, Crocifissione, 1470-1475, tempera e olio su tavola, 83,4X62,5 cm, Pesaro, Musei Civici